# Amine Guennichi
Amine al-Guennichi (in arabo أمين القنيشي‎?; 16 marzo 1999) è un lottatore tunisino, specializzato nella lotta greco-romana.

## Biografia
Ha rappresentato la Tunisia ai Giochi olimpici estivi di Tokyo 2020, dove si è classificato 11º nel torneo dei 130 kg.
Ai Giochi del Meditarraneo di Orano 2022 ha vinto il bronzo nel torneo dei 130 kg.

## Palmarès
| Anno | Manifestazione                     | Sede          | Evento    | Risultato | Note |
| ---- | ---------------------------------- | ------------- | --------- | --------- | ---- |
| 2016 | Campionati africani cadetti        | Algeri        | GR 85 kg  | Argento   |      |
| 2016 | Campionati africani junior         | Algeri        | GR 96 kg  | Argento   |      |
| 2017 | Campionati africani junior         | Marrakech     | GR 96 kg  | Oro       |      |
| 2017 | Campionati africani                | Marrakech     | GR 98 kg  | Bronzo    |      |
| 2018 | Campionati africani junior         | Port Harcourt | GR 97 kg  | Oro       |      |
| 2018 | Campionati africani                | Port Harcourt | GR 97 kg  | Bronzo    |      |
| 2018 | Campionati del Mediterraneo        | Algeri        | GR 97 kg  | Bronzo    |      |
| 2018 | Campionati del Mediterraneo junior | Algeri        | GR 97 kg  | Argento   |      |
| 2019 | Campionati africani junior         | Hammamet      | GR 97 kg  | Oro       |      |
| 2019 | Campionati africani                | Hammamet      | GR 97 kg  | Bronzo    |      |
| 2019 | Giochi panafricani                 | El Jadida     | GR 130 kg | Argento   |      |
| 2019 | Giochi panafricani                 | El Jadida     | LL 125 kg | 7º        |      |
| 2020 | Campionati africani                | Algeri        | GR 130 kg | Argento   |      |
| 2021 | Giochi olimpici                    | Tokyo         | GR 130 kg | 11º       |      |
| 2021 | Mondiali U23                       | Belgrado      | GR 130 kg | 15º       |      |
| 2022 | Campionati africani                | El Jadida     | GR 130 kg | Argento   |      |
| 2022 | Giochi del Mediterraneo            | Orano         | GR 130 kg | Bronzo    |      |
| 2023 | Campionati africani                | Hammamet      | GR 130 kg | Argento   |      |
| 2023 | Giochi panarabi                    | Algeri        | GR 130 kg | Oro       |      |